# Hermandad de la Verónica (Ocaña)
Hermandad en sus orígenes de la de Pajes de la Santa Mujer Verónica de la Parroquia de Santa María de la Asunción en el siglo XVIII, siendo una de las Hermandades que entonces dependían, por orden eclesiástica a la de la Archicofradía de Ntro. Padre Jesús Nazareno. 

## Fundación Histórica
Fundada en 1720. El arzobispo Francisco Valero y Losa confirma su constitución.

## Re-fundación
El 19 de enero de 1943, pasada la contienda civil, un grupo de fieles cofrades bajo la presidencia del Cura Párroco Anastasio Fernández, refundan de nuevo la Hermandad.

## Reseña histórica

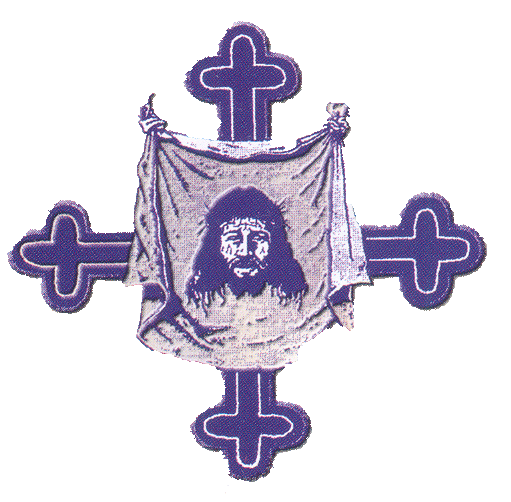
Emblema Es una cruz trebolada de color morado pespunteada de blanco y sobre ella, ocupando el centro se extiende un paño blanco prendido por las puntas superiores sobre el que se representa el rostro de Nuestro Padre Jesús.

Una vez concedida la autorización de la Archicofradía de Ntro. Padre Jesús Nazareno, firmados los acuerdos el 27 de febrero de 1719 y el 18 de febrero de 1720, se constituye la Hermandad de Pajes de la Santa Mujer Verónica. La razón de su fundación fue el acontecimiento de que para sacar en procesión a la Santa Mujer Verónica, la Archicofradía estaba obligada a contratar gente de la Villa con la consecuencia evidente de que estos no respetaban la uniformidad por lo que la vistosidad de la procesión disminuía.
Desde entonces, los Viernes Santo, los Pajes de la Santa Mujer Verónica acudirían a la procesión ataviados con túnica morada y con hachas de cera amarilla encendidas, sin capuz e insignias con el retrato de la Santa Mujer Verónica en el pecho para presenciar como ésta le limpiaba el rostro a Nuestro Padre Jesús Nazareno en su segunda caída en la Plaza de Don Gutierre de Cárdenas. 
No es hasta principios del siglo XX, exactamente en el año 1925, cuando deja la denominación de Pajes para acoger el nombre de Hermandad de la Santa Mujer Verónica. Los nuevos estatutos de la hermandad no varían sus tradiciones, salvo la uniformidad, la cual cambiarían por el hábito actual.

## Sede Canónica y sede social
La sede canónica se encuentra en la Iglesia Parroquial de Santa María de la Asunción.
Y la sede social en la Calle Pastor Poeta N°10.

## Número de Componentes
362 hermanos. 

## Hábito

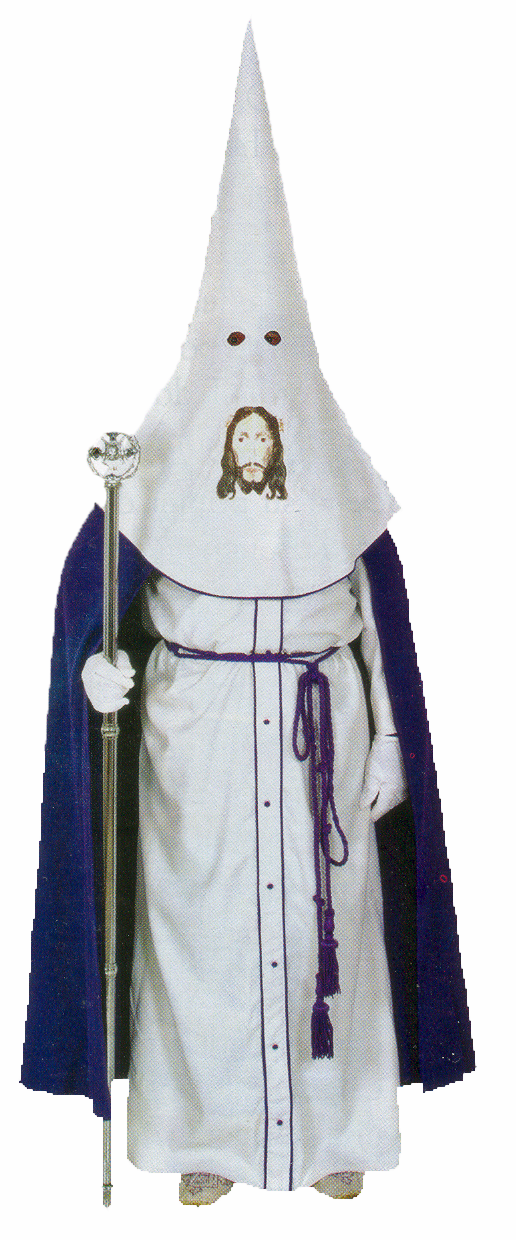
Hábito de la Hermandad de la Santa Mujer Verónica.

Túnica blanca ribeteada en morado y botones del mismo color, capuz blanco con el rostro de Jesús y cíngulo morado. Capa morada, alpargatas blancas con el rostro de cristo bordado o pintado, medias blancas y guantes blancos. Cetro con el emblema de la Cofradía.

## Sitios de interés
Plaza de D. Gutierre de Cárdenas. Es en este lugar donde se incorpora la imagen de la Santa Mujer Verónica, desde el Convento de Santo Domingo de Guzmán, a la procesión de Viernes Santo. Es partícipe de la segunda caída de Nuestro Padre Jesús Nazareno, postrándose y limpiándole el rostro y, posteriormente arrodillándose y mostrando el paño a Nuestra Señora de la Soledad.

## Actos importantes
La Fiesta Mayor de esta hermandad tiene lugar el Miércoles Santo.
Durante el año se realizan: jornadas navideñas para sus cofrades y familiares, conciertos benéficos para recogida de alimentos y ayudas económicas para asociaciones locales y nacionales con diferentes fines.

## Curiosidades
- Imagen articulada mecánicamente que simula inclinarse ante Nuestro Padre Jesús Nazareno a la vez que mueve sus brazos mostrando el lienzo con las tres estampaciones del Santo Rostro. Al igual que la Santa Cruz y Santa Reina Elena y San Juan Evangelista, la Santa Mujer Verónica se venera en la capilla de Nuestro Padre Jesús Nazareno.
- Debido al traslado procesional del Miércoles Santo, la Santa Mujer Verónica aguarda al Viernes Santo en el Convento de Santo Domingo de Guzmán.
- Desde la fundación de la hermandad, la Santa Mujer Verónica era venerada en la capilla de Ntra. Señora de Guadalupe de Méjico, cuyo patrón era Juan Antonio Pozuelo y Espinosa, hermano de la Archicofradía de Nuestro Padre Jesús Nazareno y artífice de la creación de la Hermandad de Pajes de la Santa Mujer Verónica.
- Las andas son portadas por 42 hermanos.
- La hermandad de la Santa Mujer Veronica esta activa durante todo el año y colabora con diferentes asociaciones locales y nacionales ayudando a los más necesitados.